# René Pontoni
Pour les articles homonymes, voir Pontoni.
René Alejandro Pontoni est un footballeur argentin né le 18 mai 1920 à Santa Fe en Argentine et mort le 14 mai 1983. Évoluant au poste d'attaquant, il est considéré comme l'un des meilleurs joueurs argentins des années 1940. 
Il a remporté trois Copa América avec l'équipe d'Argentine de football. 

## Carrière
| Équipes                 | Saisons   | Matchs | Buts | Moyenne |
| ----------------------- | --------- | ------ | ---- | ------- |
| Newell's Old Boys       | 1940-1945 | 110    | 67   | 0.61    |
| San Lorenzo de Almagro  | 1945-1948 | 98     | 66   | 0.67    |
| Independiente Santa Fe  | 1949-1952 | 44     | 27   | 0.61    |
| Portuguesa de Desportos | 1952-1953 | 17     | 5    | 0.29    |
| San Lorenzo de Almagro  | 1954      | 4      | 0    | 0.00    |
| Total                   | 1940-1954 | 273    | 165  | 0.60    |

## Palmarès
- Vainqueur de la Copa América en 1945[1], 1946[2], 1947[3].
- Champion d'Argentine en 1946[4].
- 19 sélections avec l'équipe d'Argentine (19 buts) entre 1942 et 1947.